# Obtusipalpis fusipartalis
Obtusipalpis fusipartalis là một loài bướm đêm trong họ Crambidae.